# Триметилбромгерман
Триметилбромгерман — элементоорганическое вещество, бром- и алкилпроизводное германия с формулой Ge(CH3)3Br, 
бесцветная маслянистая жидкость.

## Получение
- Реакция брома с тетраметилгерманием:

{\displaystyle {\mathsf {Ge(CH_{3})_{4}+Br_{2}\ {\xrightarrow {}}\ Ge(CH_{3})_{3}Br+CH_{3}Br}}}

## Физические свойства
Триметилбромгерман — бесцветная маслянистая жидкость, растворяется в органических растворителях, в воде гидролизуется.